# Bătălia de la Țarițîn
Bătălia de la Țarițîn a fost o confruntare militară între forțele bolșevice și Armata Albă în timpul Războiului Civil Rus, între iulie 1918 și ianuarie 1920. Bătălia a avut loc la Țarițîn — mai târziu redenumit Stalingrad și apoi Volgograd — pentru controlul acestui important oraș și port de pe fluviul Volga în sud-vestul Rusiei. Bătălia s-a soldat cu o victorie bolșevică.